# Stångby station
Stångby station är en pågatågsstation utmed Södra stambanan, 5 minuter från Lund C och 24 minuter från Malmö C.
Stationen har idag (2025) två avgångar i timmen i vardera riktning. Norrut fortsätter vartannat tåg till Höör, vartannat till Kristianstad. Söderut fortsätter de via Lund och Malmö till Trelleborg.

## Historia
Stationen anlades 1901, när sträckan Lund–Eslöv blev dubbelspårig. En ny station motiverades delvis av att bangårdsområdet i Lund blivit för trångt, men också av lantbrukarnas önskan om att få en lastplats.
Stationen ligger i Vallkärra socken, två kilometer norr om Vallkärra kyrkby, och år 1901 fanns det redan en post- och järnvägsstation på bansträckan Lund–Kävlinge med namnet Vallkärra station. Men stället som stationen byggdes på ligger tillika två kilometer från Stångby kyrkby. Så Stångby station fick namnet bli.
Statens Järnvägar lät bygga många stationshus, och det går att finna stora likheter mellan stationer som uppfördes samtidigt. Partille station, byggnadsminne sedan 1990, har påtagliga likheter med stationshuset i Stångby. Och Turebergs nu rivna stationshus, 13 kilometer norr om Stockholm, byggdes ett år tidigare och såg närmast identiskt ut.
Runt stationen bildades ett stationssamhälle som nu, 125 år senare, pekas ut som en av de orter som växer mest i Lunds kommun och vars befolkning enligt kommunens översiktsplan kommer att flerfaldigas fram till år 2040.